# Tawakkul Karmánová
Tawakkul Karmánová (* 7. února 1979) je jemenská opoziční politička a bojovnice za lidská práva. Je členkou islámské opoziční strany Isláh, které si cení pro podporu žen. Roku 2005 založila organizaci Novinářky bez řetězů (Women Journalists Without Chains), v jejímž čele stojí. Je první arabskou ženou v historii, která získala Nobelovu cenu míru.
V roce 2011 uspořádala první protestní akci v kampusu jemenské univerzity v metropoli San'á. Později strávila osmačtyřicet hodin ve vězení, bojovat proti režimu Alího Abdalláha Sáliha však nepřestala. Odpůrci režimu jí přezdívají např. Železná žena nebo Matka revoluce.
Karmánová je vdaná za Mohammeda al-Nahmi, s nímž má tři děti.

## Nobelova cena za mír
V roce 2011 byla spolu s Ellen Johnsonovou-Sirleafovou a Leymah Gboweeovou oceněna Nobelovou cenou za mír. U všech ocenil Nobelův výbor jejich nenásilný boj za ženská práva. Např. v Jemenu umí pouze čtvrtina žen číst a psát, sotva 17 procent dokončí střední školu a jen asi pět procent si samostatně vydělává, i když většina dře celý život doma nebo na poli.

## Filantropie
13. února 2023 Tawakkol Karman společně s tureckou agenturou AFAD (Afet ve Acil Durum Yönetimi Başkanlığı) postavila padesát dočasných přístřešků pro oběti turecko-syrského zemětřesení z 6. února 2023 a její nadace také vyslala konvoje s pomocí do oblastí postižených zemětřesením v Turecku a Sýrii.